# Dolore (Van Gogh)
Dolore, chiamato anche Sorrow, è un disegno del pittore olandese Vincent van Gogh, realizzato nel 1882.
Il disegno fa parte della Garman Ryan Collection tenuta presso la The New Art Gallery Walsall. In precedenza era parte della collezione privata dell'artista Sally Ryan, che lo aveva appeso nella sua suite permanente al Dorchester Hotel di Londra.
Il disegno fa parte di una serie di opere che utilizza come soggetto Sien Hoornik. È menzionato in numerose lettere da Van Gogh, che lo descriveva come "la figura migliore che ho disegnato".